# ビシュラー・ナピエラルスキー反応
ビシュラー・ナピエラルスキー反応（英語: Bischler–Napieralski reaction）は、N-アシル β-アリールエチルアミンを類似した複素環式化合物へ脱水させる化学反応である。チューリッヒ大学で反応を発見したAugust BischlerとBernard Napieralskiによって命名された。
インドールは、ベンゼン中で加熱すると容易に反応する。ベンゼン環は求核性がそれほど大きくないため、より高い温度を必要とする。
一般に、リン酸トリクロリドが脱水試薬として使われる。五塩化リン、ポリリン酸そして、塩化亜鉛も使えることが証明されている。